# Scandix persica
Scandix persica är en flockblommig växtart som beskrevs av Carl Friedrich Philipp von Martius. Scandix persica ingår i släktet nålkörvlar, och familjen flockblommiga växter. Inga underarter finns listade i Catalogue of Life.